# Федерални окръзи в Русия
Вижте пояснителната страница за други значения на Федерален окръг.
Федералните окръзи в Русия са създадени в съответствие с Указ № 849 „За пълномощните представители на президента на Руската федерация във федералните окръзи“ на президента Владимир Путин от 13 май 2000 г.
Макар и да не са федерални субекти, федералните окръзи са част от административно-териториалното деление на Русия. Създадени са по аналогия с военните окръзи и икономическите райони, но не съвпадат с техния брой и състав.
Пълномощните представители на президента на Русия във федералните окръзи са служители на Администрацията на президента на Русия.

## Общи данни за окръзите
Тази графика и таблицата към нея частично или изцяло представлява превод на съответната част от страницата „Федеральные округа Российской Федерации“ в Уикипедия на руски, версия от 12:00, 2 декември 2013. Оригиналният текст, както и този превод, са защитени от Лиценза „Криейтив Комънс – Признание – Споделяне на споделеното“.
|      |                                 |                 |                           |               |                        |
| Ном. | Име на окръга                   | Територия (км²) | Население (1 януари 2016) | Субекти на РФ | Административен център |
| 1    | Централен федерален окръг       | 650 205         | 39 104 319                | 18            | Москва                 |
| 2    | Северозападен федерален окръг   | 1 686 972       | 13 853 694                | 11            | Санкт-Петербург        |
| 3    | Южен федерален окръг            | 447 821         | 16 367 949                | 8             | Ростов на Дон          |
| 4    | Севернокавказки федерален окръг | 170 439         | 9 718 001                 | 7             | Пятигорск              |
| 5    | Приволжки федерален окръг       | 1 036 975       | 29 673 644                | 14            | Нижни Новгород         |
| 6    | Уралски федерален окръг         | 1 818 497       | 12 308 103                | 6             | Екатеринбург           |
| 7    | Сибирски федерален окръг        | 5 144 953       | 19 324 031                | 12            | Новосибирск            |
| 8    | Далекоизточен федерален окръг   | 6 169 329       | 6 194 969                 | 9             | Хабаровск              |

## Федерални субекти по окръзи

### Централен федерален окръг
- Белгородска област
- Брянска област
- Владимирска област
- Воронежка област
- Ивановска област
- Калужка област
- Костромска област
- Курска област
- Липецка област
- Московска област
- Орловска област
- Рязанска област
- Смоленска област
- Тамбовска област
- Тверска област
- Тулска област
- Ярославска област
- Москва

### Северозападен федерален окръг
- Република Карелия
- Република Коми
- Архангелска област
- Вологодска област
- Калининградска област
- Ленинградска област
- Мурманска област
- Новгородска област
- Псковска област
- Санкт Петербург
- Ненецки автономен окръг[2]

### Южен федерален окръг
- Република Адигея
- Република Калмикия
- Република Крим
- Краснодарски край
- Астраханска област
- Волгоградска област
- Ростовска област
- Севастопол

### Севернокавказки федерален окръг
- Република Дагестан
- Република Ингушетия
- Кабардино-балкарска република
- Карачаево-черкезка република
- Република Северна Осетия – Алания
- Чеченска република
- Ставрополски край

### Приволжки федерален окръг
- Република Башкортостан
- Република Марий Ел
- Република Мордовия
- Република Татарстан
- Удмуртска република
- Чувашка република
- Пермски край
- Кировска област
- Нижегородска област
- Оренбургска област
- Пензенска област
- Самарска област
- Саратовска област
- Уляновска област

### Уралски федерален окръг
- Курганска област
- Свердловска област
- Тюменска област
- Челябинска област
- Ханти-Мансийски автономен окръг – Югра[3]
- Ямало-Ненецки автономен окръг[4]

### Сибирски федерален окръг
- Република Алтай
- Република Бурятия
- Република Тува
- Република Хакасия
- Алтайски край
- Забайкалски край
- Красноярски край
- Иркутска област
- Кемеровска област
- Новосибирска област
- Омска област
- Томска област

### Далекоизточен федерален окръг
- Република Саха (Якутия)
- Камчатски край
- Приморски край
- Хабаровски край
- Амурска област
- Магаданска област
- Сахалинска област
- Еврейска автономна област
- Чукотски автономен окръг